# Schildberg (Naturschutzgebiet)
Das Naturschutzgebiet Schildberg ist ein Naturschutzgebiet im Kreis Lippe mit einer Größe von rund 122,8 ha. Namensgebend für das mit der Nummer LIP-047 geführte Gebiet ist der Schildberg, der sich östlich von Lügde auf eine Höhe von 254 m erhebt.
Das Gebiet wurde zur Erhaltung, Entwicklung und Wiederherstellung von Lebensräume seltener, gefährdeter und landschaftraumtypischer Tier- und Pflanzenarten mit landesweiter Bedeutung unter Schutz gestellt.
Insbesondere kommen im Naturschutzgebiet Waldmeister-Buchenwälder und Orchideen-Kalkbuchenwälder vor.
Auf dem Schildberg befinden sich die Reste der Burg Schildberg, die vermutlich im 11. oder 12. Jahrhundert errichtet wurde.